# Naja Nissen Kristensen
Naja Nissen Kristensen (født 10. august 1999 i Brande, Danmark) er en dansk håndboldspiller, der spiller for Herning-Ikast Håndbold.

## Personlige forhold
Hun er lillesøster til Red Bull Salzburg-spilleren Rasmus Nissen.